# کوانژو ۳۳۳۵
سیارک ۳۳۳۵ (به انگلیسی: 3335 Quanzhou، نامگذاری:1966AA) سه هزار و سیصد و سی و پنجمین سیارک کشف شده‌است که در ۱ ژانویه ۱۹۶۶ کشف شد.
قدر مطلق سیارک برابر ۱۱٫۶۰ است.